# Campeonato Argentino Juvenil 2024
El Campeonato Argentino Juvenil M17 de 2024 fue un torneo para los seleccionados juveniles de las uniones provinciales afiliadas a la Unión Argentina de Rugby. Se llevó a cabo entre el 1 de noviembre y 1 de diciembre de 2024, con las fases finales disputándose en la ciudad de Mar del Plata, Provincia de Buenos Aires.
La unión elegida para albergar las fases finales del torneo fue la Unión de Rugby de Mar del Plata, utilizando como sede para todos sus partidos las instalaciones de San Ignacio Rugby. 
La Unión de Rugby de Buenos Aires y la Unión de Rugby de Rosario repitieron la final de la temporada anterior, con el equipo porteño imponiéndose 43-14 en esta ocasión. Las Aguilitas, quienes contaron con Mario Ledesma como head coach, se quedaron con su primer campeonato en tres años tras perder las últimas tres finales de forma consecutiva. La Zona Ascenso fue ganado por la Unión de Rugby del Alto Valle de Río Negro y Neuquén, mientras que la Unión de Rugby del Oeste de Buenos Aires se quedó con el ascenso al Campeonato Argentino Juvenil 2025.

## Equipos participantes
Participaron de esta edición veintiséis equipos: ocho en la Zona Campeonato, ocho en la Zona Ascenso y diez en la Zona Desarrollo (Select 12). Tres seleccionados nacionales sudamericanos también participaron del torneo.
| División                               | Equipo              | Unión                                                |
| -------------------------------------- | ------------------- | ---------------------------------------------------- |
| Zona Campeonato 8 equipos              | Buenos Aires        | Unión de Rugby de Buenos Aires                       |
| Zona Campeonato 8 equipos              | Córdoba             | Unión Cordobesa de Rugby                             |
| Zona Campeonato 8 equipos              | Cuyo                | Unión de Rugby de Cuyo                               |
| Zona Campeonato 8 equipos              | Entre Ríos          | Unión Entrerriana de Rugby                           |
| Zona Campeonato 8 equipos              | Rosario             | Unión de Rugby de Rosario                            |
| Zona Campeonato 8 equipos              | Salta               | Unión de Rugby de Salta                              |
| Zona Campeonato 8 equipos              | Santa Fe            | Unión Santafesina de Rugby                           |
| Zona Campeonato 8 equipos              | Tucumán             | Unión de Rugby de Tucumán                            |
| Zona Ascenso 8 equipos                 | Alto Valle          | Unión de Rugby del Alto Valle de Río Negro y Neuquén |
| Zona Ascenso 8 equipos                 | Chile               | Federación Deportiva Nacional de Rugby               |
| Zona Ascenso 8 equipos                 | Chubut              | Unión de Rugby del Valle del Chubut                  |
| Zona Ascenso 8 equipos                 | Mar del Plata       | Unión de Rugby de Mar del Plata                      |
| Zona Ascenso 8 equipos                 | Nordeste            | Unión de Rugby del Nordeste                          |
| Zona Ascenso 8 equipos                 | San Juan            | Unión Sanjuanina de Rugby                            |
| Zona Ascenso 8 equipos                 | Uruguay             | Unión de Rugby del Uruguay                           |
| Zona Ascenso 8 equipos                 | Santiago del Estero | Unión Santiagueña de Rugby                           |
| Select 12 (Zona Desarrollo) 12 equipos | Andina              | Unión Andina de Rugby                                |
| Select 12 (Zona Desarrollo) 12 equipos | Austral             | Unión de Rugby Austral                               |
| Select 12 (Zona Desarrollo) 12 equipos | Formosa             | Unión de Rugby de Formosa                            |
| Select 12 (Zona Desarrollo) 12 equipos | Jujuy               | Unión Jujeña de Rugby                                |
| Select 12 (Zona Desarrollo) 12 equipos | Lagos del Sur       | Unión de Rugby de los Lagos del Sur                  |
| Select 12 (Zona Desarrollo) 12 equipos | Misiones            | Unión de Rugby de Misiones                           |
| Select 12 (Zona Desarrollo) 12 equipos | Oeste               | Unión de Rugby del Oeste de Buenos Aires             |
| Select 12 (Zona Desarrollo) 12 equipos | Paraguay            | Unión de Rugby del Paraguay                          |
| Select 12 (Zona Desarrollo) 12 equipos | San Luis            | Unión de Rugby San Luis                              |
| Select 12 (Zona Desarrollo) 12 equipos | Sur                 | Unión de Rugby del Sur                               |

En cursiva los seleccionados internacionales invitados.

## Zona Campeonato

### Zona 1
| Pos. | Equipos    | Partidos | Partidos | Partidos | Tantos | Tantos | Tantos | Pts. |
| Pos. | Equipos    | G        | E        | P        | PF     | PC     | DP     | Pts. |
| ---- | ---------- | -------- | -------- | -------- | ------ | ------ | ------ | ---- |
| 1.°  | Rosario    | 3        | 0        | 0        | 125    | 48     | +77    | 14   |
| 2.°  | Tucumán    | 2        | 0        | 1        | 99     | 47     | +52    | 10   |
| 3.°  | Santa Fe   | 1        | 0        | 2        | 57     | 77     | -20    | 4    |
| 4.°  | Entre Ríos | 0        | 0        | 3        | 39     | 148    | -109   | 0    |

|  | Clasifica a Semifinales (1.° al 4.° puesto) |
|  | Clasifica a Semifinales (5.° al 8.° puesto) |

| 2 de noviembre | Santa Fe | 17 - 38 | Rosario | Universitario (SF), Santa Fe                |                                             |
|                |          | Reporte |         | Árbitro(s): Francisco Tausch (Buenos Aires) | Árbitro(s): Francisco Tausch (Buenos Aires) |

| 2 de noviembre | Entre Ríos | 14 - 44 | Tucumán | CA Estudiantes, Paraná              |                                     |
|                |            | Reporte |         | Árbitro(s): Juan Zubieta (Nordeste) | Árbitro(s): Juan Zubieta (Nordeste) |

| 9 de noviembre | Rosario | 64 - 10 | Entre Ríos | Gimnasia y Esgrima (R), Rosario     |                                     |
|                |         | Reporte |            | Árbitro(s): Juan Zubieta (Nordeste) | Árbitro(s): Juan Zubieta (Nordeste) |

| 9 de noviembre | Tucumán | 24 - 10 | Santa Fe | Jockey Club (T), Yerba Buena         |                                      |
|                |         | Reporte |          | Árbitro(s): Agustín Altabe (Córdoba) | Árbitro(s): Agustín Altabe (Córdoba) |

| 24 de noviembre | Rosario | 23 - 21 | Tucumán | San Ignacio Rugby, Mar del Plata |  |
|                 |         | Reporte |         |                                  |  |

| 24 de noviembre | Entre Ríos | 15 - 30 | Santa Fe | San Ignacio Rugby, Mar del Plata |  |
|                 |            | Reporte |          |                                  |  |

### Zona 2
| Pos. | Equipos      | Partidos | Partidos | Partidos | Tantos | Tantos | Tantos | Pts. |
| Pos. | Equipos      | G        | E        | P        | PF     | PC     | DP     | Pts. |
| ---- | ------------ | -------- | -------- | -------- | ------ | ------ | ------ | ---- |
| 1.°  | Buenos Aires | 3        | 0        | 0        | 120    | 78     | +42    | 13   |
| 2.°  | Córdoba      | 2        | 0        | 1        | 73     | 91     | -18    | 8    |
| 3.°  | Cuyo         | 1        | 0        | 2        | 79     | 93     | -14    | 5    |
| 4.°  | Salta        | 0        | 0        | 3        | 68     | 78     | -10    | 3    |

|  | Clasifica a Semifinales (1.° al 4.° puesto) |
|  | Clasifica a Semifinales (5.° al 8.° puesto) |

| 2 de noviembre | Salta | 32 - 36 | Buenos Aires | Jockey Club (S), Salta               |                                      |
|                |       | Reporte |              | Árbitro(s): Agustín Altabe (Córdoba) | Árbitro(s): Agustín Altabe (Córdoba) |

| 2 de noviembre | Córdoba | 35 - 29 | Cuyo | Córdoba Athletic Club, Córdoba       |                                      |
|                |         | Reporte |      | Árbitro(s): Facundo Gorla (Santa Fe) | Árbitro(s): Facundo Gorla (Santa Fe) |

| 9 de noviembre | Buenos Aires | 50 - 21 | Córdoba | La Plata Rugby Club, La Plata             |                                           |
|                |              | Reporte |         | Árbitro(s): Federico Longobardi (Rosario) | Árbitro(s): Federico Longobardi (Rosario) |

| 9 de noviembre | Cuyo | 25 - 24 | Salta | Los Tordos RC, Guaymallén                |                                          |
|                |      | Reporte |       | Árbitro(s): Esteban Baeck (Buenos Aires) | Árbitro(s): Esteban Baeck (Buenos Aires) |

| 24 de noviembre | Buenos Aires | 34 - 25 | Cuyo | San Ignacio Rugby, Mar del Plata |  |
|                 |              | Reporte |      |                                  |  |

| 24 de noviembre | Córdoba | 17 - 12 | Salta | San Ignacio Rugby, Mar del Plata |  |
|                 |         | Reporte |       |                                  |  |

### Fase final
|  | Semifinales  | Semifinales  | Semifinales  |              |         | Final Ascenso    | Final Ascenso    | Final Ascenso    |  |
|  |              |              |              |              |         |                  |                  |                  |  |
|  |              |              |              |              |         |                  |                  |                  |  |
|  | Rosario      | Rosario      | 37           |              |         |                  |                  |                  |  |
|  | Rosario      | Rosario      | 37           |              |         |                  |                  |                  |  |
|  | Córdoba      | Córdoba      | 15           |              |         |                  |                  |                  |  |
|  | Córdoba      | Córdoba      | 15           |              | Rosario | Rosario          | 14               |                  |  |
|  |              |              |              |              | Rosario | Rosario          | 14               |                  |  |
|  |              |              | Buenos Aires | Buenos Aires | 43      |                  |                  |                  |  |
|  | Buenos Aires | Buenos Aires | Buenos Aires | Buenos Aires | 43      | 39               |                  |                  |  |
|  | Buenos Aires | Buenos Aires |              |              |         | 39               |                  |                  |  |
|  | Tucumán      | Tucumán      | 12           |              |         | Final 3.° puesto | Final 3.° puesto | Final 3.° puesto |  |
|  | Tucumán      | Tucumán      | 12           |              |         | Final 3.° puesto | Final 3.° puesto | Final 3.° puesto |  |
|  |              |              |              |              |         |                  |                  |                  |  |
|  |              |              |              |              |         | Córdoba          | Córdoba          | 24               |  |
|  |              |              |              |              |         | Córdoba          | Córdoba          | 24               |  |
|  |              |              |              |              |         | Tucumán          | Tucumán          | 36               |  |
|  |              |              |              |              |         | Tucumán          | Tucumán          | 36               |  |
|  |              |              |              |              |         |                  |                  |                  |  |

|  | Semifinales 5.° al 8.° puesto | Semifinales 5.° al 8.° puesto | Semifinales 5.° al 8.° puesto |      |          | Final 5.° puesto | Final 5.° puesto | Final 5.° puesto |  |
|  |                               |                               |                               |      |          |                  |                  |                  |  |
|  |                               |                               |                               |      |          |                  |                  |                  |  |
|  | Santa Fe                      | Santa Fe                      | 32                            |      |          |                  |                  |                  |  |
|  | Santa Fe                      | Santa Fe                      | 32                            |      |          |                  |                  |                  |  |
|  | Salta                         | Salta                         | 15                            |      |          |                  |                  |                  |  |
|  | Salta                         | Salta                         | 15                            |      | Santa Fe | Santa Fe         | '22              |                  |  |
|  |                               |                               |                               |      | Santa Fe | Santa Fe         | '22              |                  |  |
|  |                               |                               | Cuyo                          | Cuyo | 15       |                  |                  |                  |  |
|  | Cuyo                          | Cuyo                          | Cuyo                          | Cuyo | 15       | 71               |                  |                  |  |
|  | Cuyo                          | Cuyo                          |                               |      |          | 71               |                  |                  |  |
|  | Entre Ríos                    | Entre Ríos                    | 21                            |      |          | Final Descenso   | Final Descenso   | Final Descenso   |  |
|  | Entre Ríos                    | Entre Ríos                    | 21                            |      |          | Final Descenso   | Final Descenso   | Final Descenso   |  |
|  |                               |                               |                               |      |          |                  |                  |                  |  |
|  |                               |                               |                               |      |          | Salta            | Salta            | 24               |  |
|  |                               |                               |                               |      |          | Salta            | Salta            | 24               |  |
|  |                               |                               |                               |      |          | Entre Ríos       | Entre Ríos       | 12               |  |
|  |                               |                               |                               |      |          | Entre Ríos       | Entre Ríos       | 12               |  |
|  |                               |                               |                               |      |          |                  |                  |                  |  |

Final
| 1 de diciembre | Rosario | 14 - 43 | Buenos Aires | San Ignacio Rugby, Mar del Plata       |                                        |
|                |         | Reporte |              | Árbitro(s): Christian Altabe (Córdoba) | Árbitro(s): Christian Altabe (Córdoba) |

|                                      |
| Buenos Aires Campeón Zona Campeonato |

## Zona Ascenso

### Zona 3
| Pos. | Equipos             | Partidos | Partidos | Partidos | Tantos | Tantos | Tantos | Pts. |
| Pos. | Equipos             | G        | E        | P        | PF     | PC     | DP     | Pts. |
| ---- | ------------------- | -------- | -------- | -------- | ------ | ------ | ------ | ---- |
| 1.°  | Chile               | 3        | 0        | 0        | 91     | 75     | +16    | 12   |
| 2.°  | Alto Valle          | 2        | 0        | 1        | 98     | 65     | +33    | 8    |
| 3.°  | Santiago del Estero | 1        | 0        | 2        | 68     | 95     | -27    | 5    |
| 4.°  | Uruguay             | 0        | 0        | 3        | 80     | 102    | -22    | 2    |

|  | Clasifica a Semifinales (9.° al 12.° puesto)  |
|  | Clasifica a Semifinales (13.° al 16.° puesto) |

| 2 de noviembre | Chile | 32 - 29 | Uruguay | CARR, Santiago de Chile                     |                                             |
|                |       | Reporte |         | Árbitro(s): Juan Pablo Chumbita (Argentina) | Árbitro(s): Juan Pablo Chumbita (Argentina) |

| 2 de noviembre | Santiago del Estero | 13 - 37 | Alto Valle | Old Lions RC, Santiago del Estero |                                   |
|                |                     | Reporte |            | Árbitro(s): Agustín Godoy (Salta) | Árbitro(s): Agustín Godoy (Salta) |

| 9 de noviembre | Uruguay | 21 - 23 | Santiago del Estero | Carrasco Polo Club, Montevideo     |                                    |
|                |         | Reporte |                     | Árbitro(s): Juan I. Vega (Rosario) | Árbitro(s): Juan I. Vega (Rosario) |

| 9 de noviembre | Alto Valle | 14 - 22 | Chile | Neuquén Rugby Club, Neuquén         |                                     |
|                |            | Reporte |       | Árbitro(s): Santiago Bevacqua (Sur) | Árbitro(s): Santiago Bevacqua (Sur) |

| 24 de noviembre | Uruguay | 30 - 47 | Alto Valle | San Ignacio Rugby, Mar del Plata |  |
|                 |         | Reporte |            |                                  |  |

| 24 de noviembre | Santiago del Estero | 32 - 37 | Chile | San Ignacio Rugby, Mar del Plata |  |
|                 |                     | Reporte |       |                                  |  |

### Zona 4
| Pos. | Equipos       | Partidos | Partidos | Partidos | Tantos | Tantos | Tantos | Pts. |
| Pos. | Equipos       | G        | E        | P        | PF     | PC     | DP     | Pts. |
| ---- | ------------- | -------- | -------- | -------- | ------ | ------ | ------ | ---- |
| 1.°  | Mar del Plata | 3        | 0        | 0        | 110    | 28     | +82    | 14   |
| 2.°  | San Juan      | 1        | 0        | 2        | 76     | 61     | +15    | 6    |
| 3.°  | Nordeste      | 1        | 0        | 2        | 71     | 105    | -34    | 5    |
| 4.°  | Chubut        | 1        | 0        | 2        | 76     | 139    | -63    | 4    |

|  | Clasifica a Semifinales (9.° al 12.° puesto)  |
|  | Clasifica a Semifinales (13.° al 16.° puesto) |

| 2 de noviembre | Nordeste | 20 - 18 | San Juan | Aranduroga RC, Corrientes             |                                       |
|                |          | Reporte |          | Árbitro(s): Joaquín Zapata (Santa Fe) | Árbitro(s): Joaquín Zapata (Santa Fe) |

| 2 de noviembre | Mar del Plata | 48 - 10 | Chubut | IPR Sporting Club, Mar del Plata  |                                   |
|                |               | Reporte |        | Árbitro(s): Julián Severini (Sur) | Árbitro(s): Julián Severini (Sur) |

| 9 de noviembre | San Juan | 13 - 24 | Mar del Plata | Sporting Club Alfiles, Rivadavia      |                                       |
|                |          | Reporte |               | Árbitro(s): Joaquín Zapata (Santa Fe) | Árbitro(s): Joaquín Zapata (Santa Fe) |

| 9 de noviembre | Chubut | 49 - 46 | Nordeste | Draig Goch Rugby Club, Gaiman                   |                                                 |
|                |        | Reporte |          | Árbitro(s): Joaquín Lista Castro (Buenos Aires) | Árbitro(s): Joaquín Lista Castro (Buenos Aires) |

| 24 de noviembre | San Juan | 45 - 17 | Chubut | San Ignacio Rugby, Mar del Plata |  |
|                 |          | Reporte |        |                                  |  |

| 24 de noviembre | Mar del Plata | 38 - 5  | Nordeste | San Ignacio Rugby, Mar del Plata |  |
|                 |               | Reporte |          |                                  |  |

### Fase final
|  | Semifinales   | Semifinales   | Semifinales |            |       | Final Ascenso     | Final Ascenso     | Final Ascenso     |  |
|  |               |               |             |            |       |                   |                   |                   |  |
|  |               |               |             |            |       |                   |                   |                   |  |
|  | Chile         | Chile         | 25          |            |       |                   |                   |                   |  |
|  | Chile         | Chile         | 25          |            |       |                   |                   |                   |  |
|  | San Juan      | San Juan      | 19          |            |       |                   |                   |                   |  |
|  | San Juan      | San Juan      | 19          |            | Chile | Chile             | 13                |                   |  |
|  |               |               |             |            | Chile | Chile             | 13                |                   |  |
|  |               |               | Alto Valle  | Alto Valle | 15    |                   |                   |                   |  |
|  | Mar del Plata | Mar del Plata | Alto Valle  | Alto Valle | 15    | 22                |                   |                   |  |
|  | Mar del Plata | Mar del Plata |             |            |       | 22                |                   |                   |  |
|  | Alto Valle    | Alto Valle    | 30          |            |       | Final 11.° puesto | Final 11.° puesto | Final 11.° puesto |  |
|  | Alto Valle    | Alto Valle    | 30          |            |       | Final 11.° puesto | Final 11.° puesto | Final 11.° puesto |  |
|  |               |               |             |            |       |                   |                   |                   |  |
|  |               |               |             |            |       | San Juan          | San Juan          | 14                |  |
|  |               |               |             |            |       | San Juan          | San Juan          | 14                |  |
|  |               |               |             |            |       | Mar del Plata     | Mar del Plata     | 15                |  |
|  |               |               |             |            |       | Mar del Plata     | Mar del Plata     | 15                |  |
|  |               |               |             |            |       |                   |                   |                   |  |

|  | Semifinales 13.° al 16.° puesto | Semifinales 13.° al 16.° puesto | Semifinales 13.° al 16.° puesto |          |                     | Final 13.° puesto   | Final 13.° puesto | Final 13.° puesto |  |
|  |                                 |                                 |                                 |          |                     |                     |                   |                   |  |
|  |                                 |                                 |                                 |          |                     |                     |                   |                   |  |
|  | Santiago del Estero             | Santiago del Estero             | 39                              |          |                     |                     |                   |                   |  |
|  | Santiago del Estero             | Santiago del Estero             | 39                              |          |                     |                     |                   |                   |  |
|  | Chubut                          | Chubut                          | 19                              |          |                     |                     |                   |                   |  |
|  | Chubut                          | Chubut                          | 19                              |          | Santiago del Estero | Santiago del Estero | 13                |                   |  |
|  |                                 |                                 |                                 |          | Santiago del Estero | Santiago del Estero | 13                |                   |  |
|  |                                 |                                 | Nordeste                        | Nordeste | 18                  |                     |                   |                   |  |
|  | Nordeste                        | Nordeste                        | Nordeste                        | Nordeste | 18                  | 33                  |                   |                   |  |
|  | Nordeste                        | Nordeste                        |                                 |          |                     | 33                  |                   |                   |  |
|  | Uruguay                         | Uruguay                         | 29                              |          |                     | Final Descenso      | Final Descenso    | Final Descenso    |  |
|  | Uruguay                         | Uruguay                         | 29                              |          |                     | Final Descenso      | Final Descenso    | Final Descenso    |  |
|  |                                 |                                 |                                 |          |                     |                     |                   |                   |  |
|  |                                 |                                 |                                 |          |                     | Chubut              | Chubut            | 12                |  |
|  |                                 |                                 |                                 |          |                     | Chubut              | Chubut            | 12                |  |
|  |                                 |                                 |                                 |          |                     | Uruguay             | Uruguay           | 31                |  |
|  |                                 |                                 |                                 |          |                     | Uruguay             | Uruguay           | 31                |  |
|  |                                 |                                 |                                 |          |                     |                     |                   |                   |  |

Final
| 1 de diciembre | Chile | 13 - 15 | Alto Valle | San Ignacio Rugby, Mar del Plata |  |
|                |       | Reporte |            |                                  |  |

|                                 |
| Alto Valle Campeón Zona Ascenso |

## Zona Desarrollo (Select 12)
Durante esta temporada la Zona Norte del Select 12 se disputó en Los Teros Rugby Club de Catamarca y la Zona Sur en Santa Rosa Rugby Club de La Pampa, con los campeones siendo los seleccionados de Misiones y Oeste de Buenos Aires, respectivamente. Ambos equipos se enfrentaron en una final por el ascenso el 1 de diciembre en Mar del Plata, en conjunto con el resto de las finales del torneo.
| Pos. | Equipos  | Partidos | Partidos | Partidos | Tantos | Tantos | Tantos | Pts. |
| Pos. | Equipos  | G        | E        | P        | PF     | PC     | DP     | Pts. |
| ---- | -------- | -------- | -------- | -------- | ------ | ------ | ------ | ---- |
| 1.°  | Misiones | 4        | 0        | 0        | 77     | 34     | +43    | 17   |
| 2.°  | Paraguay | 3        | 0        | 1        | 102    | 41     | +61    | 16   |
| 3.°  | Andina   | 2        | 0        | 2        | 61     | 52     | +9     | 11   |
| 4.°  | Jujuy    | 1        | 0        | 3        | 26     | 82     | -56    | 4    |
| 5.°  | Formosa  | 0        | 0        | 4        | 29     | 86     | -57    | 1    |

| Pos. | Equipos       | Partidos | Partidos | Partidos | Tantos | Tantos | Tantos | Pts. |
| Pos. | Equipos       | G        | E        | P        | PF     | PC     | DP     | Pts. |
| ---- | ------------- | -------- | -------- | -------- | ------ | ------ | ------ | ---- |
| 1.°  | Oeste         | 4        | 0        | 0        | 142    | 18     | +124   | 19   |
| 2.°  | Sur           | 3        | 0        | 1        | 123    | 50     | +73    | 14   |
| 3.°  | Lagos del Sur | 2        | 0        | 2        | 78     | 94     | -16    | 9    |
| 4.°  | Austral       | 1        | 0        | 3        | 74     | 71     | +3     | 7    |
| 5.°  | San Luis      | 0        | 0        | 4        | 17     | 201    | -184   | 0    |

| Bandera de la Provincia de Misiones · Bandera de la Provincia de Buenos Aires |
| Misiones y Oeste Campeones Select 12                                          |

### Final ascenso
| 1 de diciembre | Misiones | 10 - 32 | Oeste | San Ignacio Rugby, Mar del Plata |  |
|                |          | Reporte |       |                                  |  |